# Localización de videojuegos
La localización de videojuegos o globalización de videojuegos se refiere a la preparación de videojuegos para otras configuraciones regionales (locales, en inglés). Esta adaptación a las normas de otros países va mucho más allá de simplemente la traducción del idioma. Existen diferentes sectores, como el lingüístico, cultural, hardware y software, diferencias jurídicas, identidad gráfica y música. La globalización se refiere a las variaciones oriental/occidental, mientras que localización se refiere a diversas subdivisiones regionales dentro de la globalización.

## Tareas y desafíos
Los principales tipos de localización son los siguientes:
- Lingüístico y cultural: la traducción del idioma y de las referencias culturales manteniendo el sentimiento del juego, pero haciendo que resulte más atractivo para el público objetivo.
- Hardware y software: por ejemplo, el cambio entre PAL y NTSC, la reasignación de atajos de teclado, cambios en la jugabilidad.
- Aspecto jurídico: las clasificaciones por edades pueden diferir dependiendo del país de lanzamiento. Las controlan organismos nacionales e internacionales como la PEGI (para Europa), ESRB (para los EE. UU. y Canadá), ACB (para Australia), o la CERO (para Japón).
- Gráficos y música: Algunos juegos pueden presentar personajes distintos, o los mismos, pero con una apariencia ligeramente distinta para hacer que los jugadores los identifiquen más fácilmente con su avatar. La música puede cambiar también, según las tendencias nacionales o las preferencias de las comunidades de entusiastas más importantes.

A medida que la demanda internacional de videojuegos aumenta, títulos exitosos dependen de su adaptación a diversas culturas e idiomas de un modo ligeramente diferente del de otras creaciones audiovisuales como las películas. Estos productos acceden a un concepto muy emotivo en la sociedad: "jugar". El acto de "jugar" es lo que nos une con nuestra propia cultura e historia por primera vez. Con lo que consideramos normal, divertido, apropiado, o gracioso. La semiología cobra un papel importante en esta adaptación ya que la función de los signos y de los símbolos en las lenguas naturales pueden ser diferir según las culturas, diferencias que van desde la parte sintáctica de la comunicación, a la semántica y la pragmática. Algunas de esas diferencias puede ser tan pequeñas como para ser fácilmente adaptables, pero muchas otras pueden ser notablemente distintas o, incluso, contradictorias, así que puede ser una tarea ardua para los traductores porque sus aportaciones pueden requerir cambios en el juego en algunos casos.
Los videojuegos, a diferencia de otros productos de entretenimiento, pretenden motivar y desafiar a los jugadores en su propio nivel y ritmo. Lo hacen de diversas maneras, por ejemplo, un avatar personalizable, un nivel de dificultad y una relativa libertad de movimiento e interacción en el mundo virtual. El país y lenguaje de destinación también puede afectar el juego en sí (Bernal 2006), especialmente cuando se trata de violencia, hechos históricos, lenguaje soez, o sexo, ya que culturas distintas son más sensibles que otras a estos temas. Pero hay también lo que Sutton-Smith (1997:99) llama «counterludic identity», que significa que a veces el país que importa el juego se niega a jugarlo de la manera que el país exportador lo hace, poniendo más énfasis en su propia manera de jugar. Por consiguiente, el mismo juego lanzado simultáneamente en los Estados Unidos, Francia, Alemania, China, y Japón por ejemplo, puede presentar características distintas para ajustarse a las expectativas de los aficionados, además de los marcos culturales y jurídicos.
Cuando los juegos se enfocan más en la narrativa que en la acción, culturalizarlos puede resultar problemático a causa de todas las premisas que los diseñadores dan por descontado en el desarrollo de la trama. Los gamers asiáticos parecen preferir personajes con aspecto más infantil, mientras los países occidentales pueden enfatizar las rasgos adultos. Un ejemplo de los cambios que probablemente ocurren durante la localización es Project Zero (conocido en Japón como Zero y en Estados Unidos como Fatal Frame) (Tecmo 2001). En la versión original japonesa la protagonista, Miku, era una chica asustada de diecisiete años que estaba buscando a su hermano Mafuyu, quien había desaparecido tras entrar en una mansión embrujada. En las versiones de Estados Unidos y Europa Miku tiene diecinueve años, rasgos occidentales, y no lleva el uniforme escolar japonés original. Desgraciadamente, los desarrolladores no consideraron necesario cambiar la apariencia de su hermano, así que cuando los jugadores encuentran a Mafuyu al final del juego, los dos no parecen unidos por vínculo de sangre.
Algo similar ocurre con la representación de sangre y hechos históricos reales; varias cosas tienen que ser reajustadas acomodarse a la tolerancia y el gusto del país para no ofender su sensibilidad. Esta es probablemente una de las razones por las que tantos juegos tienen lugar en mundos imaginarios. Este esfuerzo para personalizar los juegos se basa en el conocimiento de los estrategas geopoliticos, como Kate Edwards de Englobe. Durante la GDC de 2006 en California explicó la importancia de ser culturalmente consciente cuando se internacionalizan juegos en una presentación llamada "Fun vs. Offensive: Balancing the 'Cultural Edge' of Content for Global Games" (Edwards 2006). Ambos los desarrolladores y las distribuidoras quieren agradar a sus clientes. Los gamers no se interesan particularmente por saber de dónde viene un juego, o quién lo creó, como tampoco lo hace alguien que está comprando un coche nuevo o un reproductor de DVD. Un producto de consumo masivo solamente mantiene la marca; todo las otras características están sujetas a personalización debido a la necesidad de atraer al mercado local. Por tanto la traducción deberá ser, en algunos casos, una recreación, o, tal como dijeron Mangiron y O’Hagan (2006), una «transcreación», en la que se espera que los traductores produzcan un texto con el «sentimiento» correcto para el mercado meta. Es importante para los traductores ser conscientes de la lógica detrás de esto. Los videojuegos son un producto de software, y como tal, llevan un manual de instrucciones, además de menús interactivos y archivos de ayuda en línea. Eso requiere una traducción técnica. Por otro lado, también veremos que la narración y el diálogo se acercan más a textos literarios o guiones de película en los se esperaría una traducción más creativa. Sin embargo, a diferencia de la mayoría de las formas de traducción, los videojuegos se pueden adaptar o incluso cambiar el guion original, siempre y cuando se hace con la intención de que sea más divertido y jugable para la cultura meta. Solamente encontramos algo similar a este tipo de práctica en la traducción de literatura para niños en la que los profesionales a menudo adaptan o alteran el texto original para mejorar la comprensión de los niños y hacer que el libro sea más divertido.
David Reeves de SCEE ha declarado que el motivo principal por el cual a menudo hay contenido que llega con mucho retraso a Europa es la localización del idioma. Explicó que "el problema es que no hay estímulo suficiente para que los desarrolladores trabajen en traducciones a varias lenguas durante el desarrollo. Por tanto, los europeos sufren con retrasos y algunos títulos nunca les llegan". También comentó sobre por qué el Reino Unido e Irlanda, que son países angloparlantes, también sufren los mismos retrasos que los países de Europa continental con sus diversos idiomas diferentes, a pesar de que los cambios son muy pequeños, si los hay. Dijo que "Con PlayStation Store probablemente podríamos ir con el Reino Unido casi de inmediato. Pero luego, ¿qué me dirán los alemanes y los franceses? Que soy anglocéntrico" indicando que la razón por la que esos países también deben esperar es para evitar las críticas de otros países en que los videojuegos son muy populares, como Alemania y Francia.

## Recursos lingüísticos
Los videojuegos van acompañados de una gran variedad de textos, por ejemplo los manuales, guiones de doblaje, y subtítulos que necesitan traducción, pero también tienen otros tipos de texto en un formato solamente corriente al software de utilidad, como un procesador de texto o un navegador web. Todos esos programas tienen una cosa en común: la información y los comandos a los que se puede acceder fácilmente tan sólo pulsando un botón. Es lo que llamamos ‘interactividad’. El elemento interactivo de los programas informáticos tiene serias consecuencias para los traductores porque significa que el acceso a los textos y la información es aleatorio, por ejemplo, cada usuario activará un mensaje o comando en particular en un momento diferente, o no lo harán en absoluto. Una secuencia arbitraria de acontecimientos no permite la existencia de textos lineares e información contextual, por lo tanto, los traductores pierden dos de las fuentes más importantes que necesitan durante el proceso de toma de decisiones: el cotexto y el contexto. Cuando el programa aún no está acabado o no se ha preparado ningún kit de localización, parte de la información sigue disponible, aunque difícil de obtenerse, de manuales similares, del director de localización, o del propio equipo técnico responsable por el software. Esselink (2000) es probablemente una de las mejores referencias para la localización de softwares de utilidad y páginas web.
Desgraciadamente, la industria de software de localización no ha sido capaz de crear una herramienta de localización con GUI (interfaz gráfica de usuario) para que los traductores la utilicen con videojuegos, como las que se usan en la traducción de softwares de utilidad y páginas web. Esos programas (como Catalyst y Passolo) permiten a los usuarios trabajar directamente pero de manera segura con el código fuente del juego, generando una representación visual del producto final, lo que significa que los traductores pueden ver exactamente cómo será el resultado final y ajustar el texto o la interfaz para que se adecuen al espacio disponible además del visión general. El LRC (Localization Research Center) y LISA (Localization Industry Standards Association) tienen amplia información sobre esos programas.
Los recursos lingüísticos se utilizarán de diversas maneras durante la creación, desarrollo y lanzamiento del juego, principalmente: el juego en sí, que presenta una variedad de textos en múltiples formatos, la página web oficial del juego, los artículos promocionales, los parches y las actualizaciones.

## Tipos de texto y formatos de archivo
Dentro de esos productos hay distintos tipos de texto, cada uno de los cuales tiene sus propias características y su propio propósito. Dado que se trata de un producto multimedia, las dificultades que los traductores han de superar también son de carácter multimedia. En el mismo proyecto tienen que enfrentarse a una variedad de problemas como la reproducción de la calidad oral del diálogo por escrito, la sincronía de labios para el doblaje, restricciones de espacio y tiempo para la subtitulación, el número de caracteres por subtítulo, la interfaz de usuario, etc. Los siguientes párrafos son un intento de clasificar los varios tipos de texto que acompañan a un videojuego estándar para PC:

### Manual
(Por escrito. Puede ser un formato Adobe PageMaker o Microsoft Word) Aunque siempre contiene algo de escritura creativa, parcialmente promocional parcialmente literaria, la mayor parte del manual normalmente se rellenaría con textos didácticos cuando se explica a los jugadores las instrucciones que deben seguir para disfrutar del juego por completo. Los manuales también presentarían textos técnicos con las especificaciones apropiadas de hardware y software para que se pueda ejecutar la aplicación de juego. Además, los jugadores siempre encontrarán textos corporativos y jurídicos, informando a los usuarios sobre sus derechos y las responsabilidades que conlleva la adquisición de un software de entretenimiento.

### Embalaje
(Por escrito. Formato Pagemaker o Word) Igual que los manuales, las cajas y embalajes de juegos presentan una mezcla de tipos textuales, con la diferencia de que el espacio está limitado no solamente por su tamaño sino también por las imágenes del juego, los logotipos de las empresas involucradas y las normas legales requeridas. Mezcla un texto promocional atractivo, junto a la concisa información técnica y los avisos legales.

### Archivo «readme»
(Por escrito.) Un pequeño archivo README con formato .txt es probablemente la última etapa del proceso de desarrollo. Se usa para informar a los usuarios sobre todos los ajustes de última hora y sobre cómo asegurarse que el producto se ejecutará a la perfección, además de corregir errores y erratas en el material impreso, como el manual y el embalaje. Es mayoritariamente texto técnico.

### Página web oficial
(Por escrito. Formato HTML.) Mezcla un texto promocional con un texto periodístico, pero también tendrá detalles técnicos como los requerimientos mínimos, etc. Mucha información que se ofrece a través de la página web oficial será similar a la que se despacha con el juego. Pero las páginas web suelen incluir vistas previas y reseñas del producto, tablones de anuncios, soporte técnico y archivos descargables para arreglar problemas específicos, o parches con versiones con nuevos idiomas, además de capturas de pantalla, arte de concepto, protectores de pantalla temáticos, merchandising, y blogs de fanes.

### Diálogo para doblaje
(Oral. Para el doblaje habrá un archivo de sonido por expresión. Los guiones escritos normalmente estarán en hojas de cálculos o tablas de Word.) El habla de los personajes del juego en que los registros, acentos e idiosincrasias deben ser transmitidos a otras lenguas. A veces una columna más se incluye para añadir comentarios de inflexión para el director de doblaje. Una parte del guion de doblaje puede incluir expresiones atmosféricas en forma hablada. Muchos juegos presentan personajes que hablan sobre o reaccionan a las acciones del jugador. Esos personajes pueden tener poca o ninguna relevancia en la trama aparte de su inclusión y para la inmersión del jugador en un mundo virtual. Normalmente, no se requiere sincronización, pero la oralidad debe mantenerse.

### Diálogo para subtitulación
(Por escrito. Hojas de cálculo y tablas son preferibles para esto, aunque los subtítulos pueden estar hard-coded para sincronizarlas con videos y animaciones). Es un texto oral en forma escrita. El guion de doblaje puede ser aplicado directamente a la subtitulación del juego, lo que resulta en subtítulos abarrotados y rápidos sin un límite de caracteres por línea, ni tampoco de líneas por subtítulo. Además, los traductores pueden enfrentarse al hecho de que no todas las lenguas permiten la misma libertad cuando se escriben subtítulos. A menudo los traductores tienen que aplicar técnicas usadas en la traducción de literatura para niños y tebeos para transmitir ciertas características que, de no hacerlo, se perderían. Las limitaciones de espacio y tiempo son muy relevantes en este caso.

### Interfaz de usuario (UI)
(Por escrito. Formato de tabla, a veces un archivo de texto hard-coded a causa de la interactividad de cada elemento). El espacio en los menús, las ventanas emergentes y las pistas apremian y el rediseño rara vez es una opción, así que los traductores tendrán que mantener un número de caracteres similar al del original. De manera similar a lo que ocurre con la localización de software, los videojuegos pueden tener opciones de menú muy detalladas y abarrotadas para controlar distintas características del juego como el grado de dificultad, además de la selección de representación gráfica, la sensitividad del ratón, o preferencias de feedback.

### Arte gráfico en palabras
(Por escrito. Un formato gráfico de múltiples niveles será necesario). Los jugadores normalmente encontrarán este tipo de texto-gráfico en los nombres de los juegos pero a menudo se pueden ver a lo largo del juego como parte de la identidad del producto, así como en los anuncios.